# Premio Internazionale Ibsen

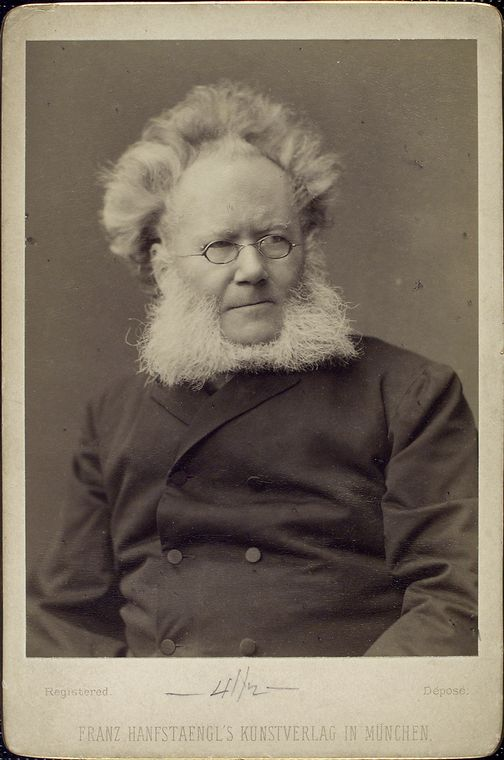
Henrik Ibsen, cui il premio è titolato

Il Premio Internazionale Ibsen (Den internasjonale Ibsenprisen) è un riconoscimento teatrale internazionale norvegese assegnato annualmente alla carriera ad un individuo, un'istituzione o un'organizzazione distintasi nel mondo del dramma o del teatro.
Istituito nel 2008 dal governo norvegese, è assegnato ogni due anni il 20 marzo, giorno di nascita del drammaturgo Henrik Ibsen.
Consegnato al Nationaltheatret di Oslo, riconosce al vincitore un premio di 2,5 milioni di corone.

## Albo d'oro
- 2008 Peter Brook[4]
- 2009 Ariane Mnouchkine[5]
- 2010 Jon Fosse[6]
- 2012 Heiner Goebbels[7]
- 2014 Peter Handke[8]
- 2016 Forced Entertainment[9]
- 2018 Christoph Marthaler[10]
- 2020 Taylor Mac[11]
- 2022 Back to Back Theatre[12]
- 2024 Lola Arias[13]